# Soviet suprême
Pour les articles homonymes, voir Soviet Suprem.
Un Soviet suprême, en russe Верховный Совет, Verkhóvny Soviét, littéralement « Conseil suprême », était dans l'Union des républiques socialistes soviétiques le corps législatif ou parlement d'une république socialiste soviétique (RSS).
Il en existait quinze, un pour chacune des RSS, ainsi qu'un spécial, le Soviet suprême de l'Union soviétique.

## Liste des Soviets suprêmes
- URSS, au niveau global : Soviet suprême de l'Union soviétique (Верховный Совет, Verkhovny Soviet)
- RSS d'Arménie : Soviet suprême d'Arménie (en arménien Հայկական ՍՍՀ Գերագույն Խորհուրդ, ?)
- RSS d'Azerbaïdjan : Азәрбаjҹан ССР Али Совети
- RSS de Biélorussie : Вярхоўны Савет Беларускай ССР
- RSS d'Estonie : Eesti NSV Ülemnõukogu
- RSS de Géorgie : საქართველოს სსრ უმაღლესი საბჭო
- RSS du Kazakhstan : Қазақ КСР-нiң Жоғарғы Кеңесi
- RSS du Kirghizistan : Кыргыз ССР Жогорку Совети
- RSS de Lettonie : Latvijas PSR Augstākā Padome
- RSS de Lituanie : Lietuvos TSR Aukščiausioji Taryba
- RSS de Moldavie : Совиетул Супрем ал РСС Молдовеняскэ
- RSS d'Ouzbékistan : Ўзбекистон ССР Олий Совети
- RSFS de Russie : Soviet suprême de la RSFS de Russie (en russe Верховный Совет РСФСР, Verkhovny Soviet RSFSR)
  - Fédération de Russie (après l'indépendance, de 1991 à 1993) : Soviet suprême de la fédération de Russie
- RSS du Tadjikistan : Совети Олӣ РСС Тоҷикистон
- RSS du Turkménistan : Түркменистан ССР Ёкары Советы
- RSS d'Ukraine : Верховна Рада Української РСР